# Камбоджийский франк
Камбоджийский франк (фр. Franc cambodgien) — монеты французского протектората Королевство Камбоджа, чеканившиеся во второй половине XIX века.

## История
До XIX века в Камбодже монеты не чеканились. В обращении использовались монеты Сиама и Бирмы. Собственная чеканка начата при короле Анг Дуонге, в 1847—1848 годах чеканились медные и серебряные монеты. Монетная система соответствовала тайской и была основана на тикале.
После подписания в 1863 году договора о французском протекторате в обращении используется французский франк, не имеющий, однако, статуса законного платёжного средства. Как и на других территориях Юго-Восточной Азии, использовалось также серебряное мексиканское песо.
При короле Нородоме I были выпущены латунные монеты в 1, 10, 20 и 25 сантимов. Дата чеканки на монетах не указана, предположительно они чеканились в 1875—1904 годах.
При том же короле в Брюсселе были отчеканены монеты с портретом короля, датой «1860» и номиналом во франках или сантимах:
- обычные монеты: бронзовые 5, 10 сантимов, серебряные 25, 50 сантимов, 1, 2, 4 франка;
- пробные монеты (с надписью «Essai»): бронзовые 5, 10 сантимов, серебряные 25, 50 сантимов, 1, 2, 4 франка, золотые 10 сантимов;
- монеты, отличающиеся от обычных монет металлом: золотые 5, 10, 25, 50 сантимов, 1, 2, 4 франка;
- монеты, отличающиеся от обычных монет толщиной (пьедфорт): бронзовые 5, 10 сантимов, серебряные 20, 50 сантимов, 1, 2, 4 франка.

Нет точных данных, были ли фактически эти монеты выпущены в обращение. Предположительно монеты чеканились не в 1860, а в 1875 году.
Отчеканены были также:
- серебряные, бронзовые, латунные и медные пробные жетоны с портретом короля, надписью «Проба монетного пресса короля Камбоджи», датой «1875» и указанием производителя — «Mennig Freres, Брюссель»;
- монеты с номиналом «1 пиастр — 1 песо»: серебряные (пробная, обычная и пьедфорт) и золотые[2].

В 1878 году денежной единицей французских владений в Индокитае был объявлен индокитайский пиастр, право выпуска которого было предоставлено частному французскому Банку Индокитая. Фактически пиастр был выпущен в обращение 22 декабря 1896 года.